# Bel Ombre (Maurice)
Pour les articles homonymes, voir Bel Ombre.
Bel Ombre est un village mauricien situé dans le district de Savanne au sud-ouest de l'île Maurice. Il comptait 2 471 habitants au recensement de 2011.
Il est depuis quelques années l'objet d'importants aménagements touristiques dans le cadre de l'Integrated Resort Scheme. Son ancienne demeure coloniale est l'une des plus belles de l'île.